# Zhu Jiner
Zhu Jiner (nascuda el 16 de novembre de 2002), és una jugadora d'escacs xinesa que té el títol de Gran Mestra des de 2020.

## Resultats destacats en competició
El 2016, va guanyar el Campionat del món d'escacs Juvenil en la categoria d'edat sub-14. El 2017, va ser tercera a la Zona Asiàtica 3.5 després de Zhai Mo i Ni Shiqun, i es va classificar per al Campionat del món d'escacs femení de 2018. Aquell mateix any, va rebre el títol de Mestra Internacional Femenina de la FIDE. El 2018, Zhu Jiner va guanyar la medalla de bronze al Campionat d'escacs ràpid femení de la Xina.
Va participar en les tres primeres etapes del Gran Premi Femení FIDE 2022-23. A Astana, el primer torneig, hi va quedar tercera amb un 6,5/11, a Múnic va empatar al cinquè lloc amb un 5,5/11 i a Nova Delhi, va quedar empatada primera amb Aleksandra Goryachkina i Bibisara Assaubayeva amb una puntuació de 6/9. La seva actuació a Nova Delhi li va valer la seva última norma de GM, però a l'abril de 2023 encara no se li havia atorgat el títol.